# Крест на земле и луна в небе
«Крест на земле и луна в небе» — белорусский телефильм 1992 года режиссёра Валерия Басова.

## Сюжет
По мотивам жизни художника Витольда Бялыницкого-Бирули, но фильм не является в полном смысле биографическим, а снят по книге В. Карамазова «Крест на земле и полная луна в небе», представляющей собой авторскую версию о жизни, творческих исканиях и нравственных установках художника, созданную на основе биографических фактов и его переписки с дочерью.

## В ролях
- Сергей Лесной — Витольд, художник
- Зоя Белохвостик — Ольга Ивановна, жена художника
- Галина Кухальская — Люба, дочь художника
- Григорий Белоцерковский — Павел Михайлович Третьяков, меценат
- Татьяна Ксендзова — Зося
- Наталья Кофанова — Элеонора
- Дима Воронков — Витольд в детстве
- Евгения Кульбачная — его мать
- Оксана Лесная — эпизод
- Валерия Арланова — эпизод
- Валентин Белохвостик — эпизод
- Зинаида Зубкова — эпизод
- и другие